# Codein
Codeine là một dẫn xuất của thuốc phiện dùng để giảm đau, một dạng thuốc ho, và thuốc trị tiêu chảy. Nó thường được sử dụng để điều trị đau nhẹ đến mức độ vừa phải. Hiệu quả lớn hơn có thể có khi kết hợp với paracetamol (acetaminophen) hoặc với thuốc chống viêm không steroid (NSAID) như aspirin hoặc ibuprofen. Thực nghiệm cho thấy việc sử dụng thuốc này không giảm được bệnh ho cấp tính ở trẻ em hoặc người lớn. Ở châu Âu, nó được khuyến cáo không dùng để chữa ho cho trẻ dưới 12 tuổi. Thuốc này thường được đưa vào cơ thể qua đường miệng. Thông thường thuốc bắt đầu có tác dụng sau nửa giờ với hiệu quả tối đa là 2 giờ. Thời gian tác dụng tối đa từ 4 đến 6 giờ.
Tác dụng phụ phổ biến của codeine là trị nôn mửa, táo bón, ngứa ngáy, chóng mặt và buồn ngủ. Tác dụng phụ nghiêm trọng có thể bao gồm khó thở và gây nghiện. Chưa rõ việc dùng thuốc này trong thời kỳ mang thai có an toàn hay không. Khi cho con bú cần thận trọng do thuốc này sẽ dẫn đến ngộ độc dẫn xuất thuốc phiện cho bé. Tính đến 2016 thuốc này chống chỉ định cho trẻ nhỏ. Codeine tác dụng đến cơ thể sau khi bị gan chuyển hóa thành morphine. Tốc độ của quá trình chuyển hóa này phụ thuộc vào gene cụ thể của từng người.
Codeine được Pierre Jean Robiquet khám phá ra năm 1832. Vào năm 2013, đã có 361 tấn codeine được sản xuất, với 249 tấn đã được sử dụng. Điều này đã khiến codeine trở thành chất dẫn xuất thuốc phiện được dùng nhiều nhất. Chất này nằm trong Danh sách các thuốc thiết yếu của WHO, gồm các thuốc hiệu quả và an toàn nhất cho một hệ thống y tế. Giá bán buôn thuốc này tại các nước đang phát triển từ 0.04 đến 0.29 USD mỗi liều, số liệu năm 2014. Tại Hoa Kỳ, giá khoảng một USD một liều.  Codeine xuất hiện trong tự nhiên, chiếm khoảng 2% tổng khối lượng thuốc phiện.